# Alaminos, Laguna

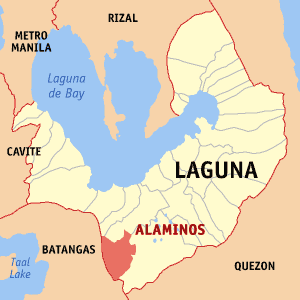
Bản đồ Laguna với vị trí của Alaminos

Alaminos là một đô thị hạng 3 ở tỉnh Laguna, Philippines. Theo điều tra dân số năm 2007, đô thị này có dân số 40.380 người trong 7.466 hộ. Diện tích đất là 21,11 dặm vuông Anh (54,7 km2) và có cự ly 48,5 dặm (78,1 km) về phía đông nam Manila. Alaminos nằm ở đông bắc của Sto. Tomas ở tỉnh Batangas, phía nam của Calauan và Bay, phía tây của Thành phố San Pablo.

## Các đơn vị hành chính
Alaminos được chia ra 15 barangay.
- Del Carmen
- Palma
- Barangay I
- Barangay II
- Barangay III
- Barangay IV
- San Agustin
- San Andres
- San Benito
- San Gregorio
- San Ildefonso
- San Juan
- San Miguel
- San Roque
- Santa Rosa